# جان نيكوليه

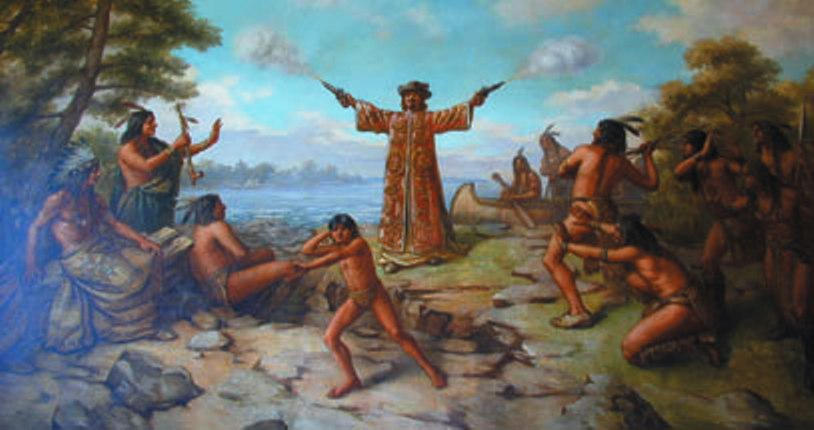
لوحة من العام 1910 تصور وصول جان نيكوليه إلى ويسكنسن عام 1634

جان نيكوليه، سور دي بيلبورن (بالفرنسية: Jean Nicolet, Sieur de Belleborne، ويهجأ أيضا Nicollet)‏ (ولد حوالي 1598 – توفي 1 نوفمبر 1642) هو صياد وناصب فخاخ فرنسي عرف عنه اكتشافه واستكشافه لبحيرة ميشيغان وجزيرة ماكيناك ومنطقة غرين باي، وبأنه أول أوروبي يضع قدمه على أرض ولاية ويسكونسن الأمريكية الحالية.

## بدايات حياته
ولد نيكوليه في شيربورغ-أوكتيفيل في فرنسا في أواخر تسعينات القرن الخامس عشر، وهو ابن توماس نيكوليه، الذي كان «رسول الملك بين باريس وشيربورغ»، ومارغريت دي لامر. كانوا أعضاء في الكنيسة الكاثوليكية الرومانية. وكان صديقا معروفا ل صمويل دو شامبلان وإتيان برول. وقد ذهب إلى كندا للمشاركة في خطة شامبلان لتدريب الشباب الفرنسيين ليكونوا مستكشفين وتجار من خلال جعلهم يعيشون بين الأمريكيين الأصليين. كان الفرنسيون يقومون بتجارة الفراء في إطار شركة التجار (بالفرنسية: Compagnie des Marchands)‏.

## الوصول إلى كيبيك
في عام 1618، هاجر نيكوليه إلى كيبيك كموظف ليتدرب كمترجم لدى شركة التجار، وهي مؤسسة احتكارية تجارية يملكها أرستقراطيون فرنسيون. وكان جان نيكوليه مؤيدا مخلصا للنظام القديم.
أرسل نيكوليه للعيش مع الألغونكين في جزيرة ألوميت ليتعلم لغات الأمم الأولى، وكانت هذه مستوطنة مسالمة تقع على طريق الفراء التجاري على نهر أوتاوا. عاد إلى كيبيك في عام 1620، وتم إرساله للعيش بين هنود أوتاوا وألغونكين في منطقة بحيرة نيبيسينغ. خلال إقامته التي استمرت تسع سنوات، كان يدير متجرا وكان يتاجر مع الشعوب الأصلية في المنطقة.
كان له علاقة مع مواطنة من نبيسينغ تدعى جين-جيسي باهماهماجيميوين، وأنجب منها ابنة اسمها مادلين يوفروزين نيكوليه. عاد نيكوليه إلى كيبيك وجلب معه ابنته مادلين لتعليمها بين الفرنسيين. في 19 يوليو 1629، سقطت كيبيك في يد الأخوة كيرك الذي سيطروا عليها لصالح إنجلترا، وفر جان نيكوليه مع ابنته إلى أرض الهورون. وعمل من هناك ضد الإنجليز حتى استعاد الفرنسيون السلطة.

## استكشاف ويسكونسن

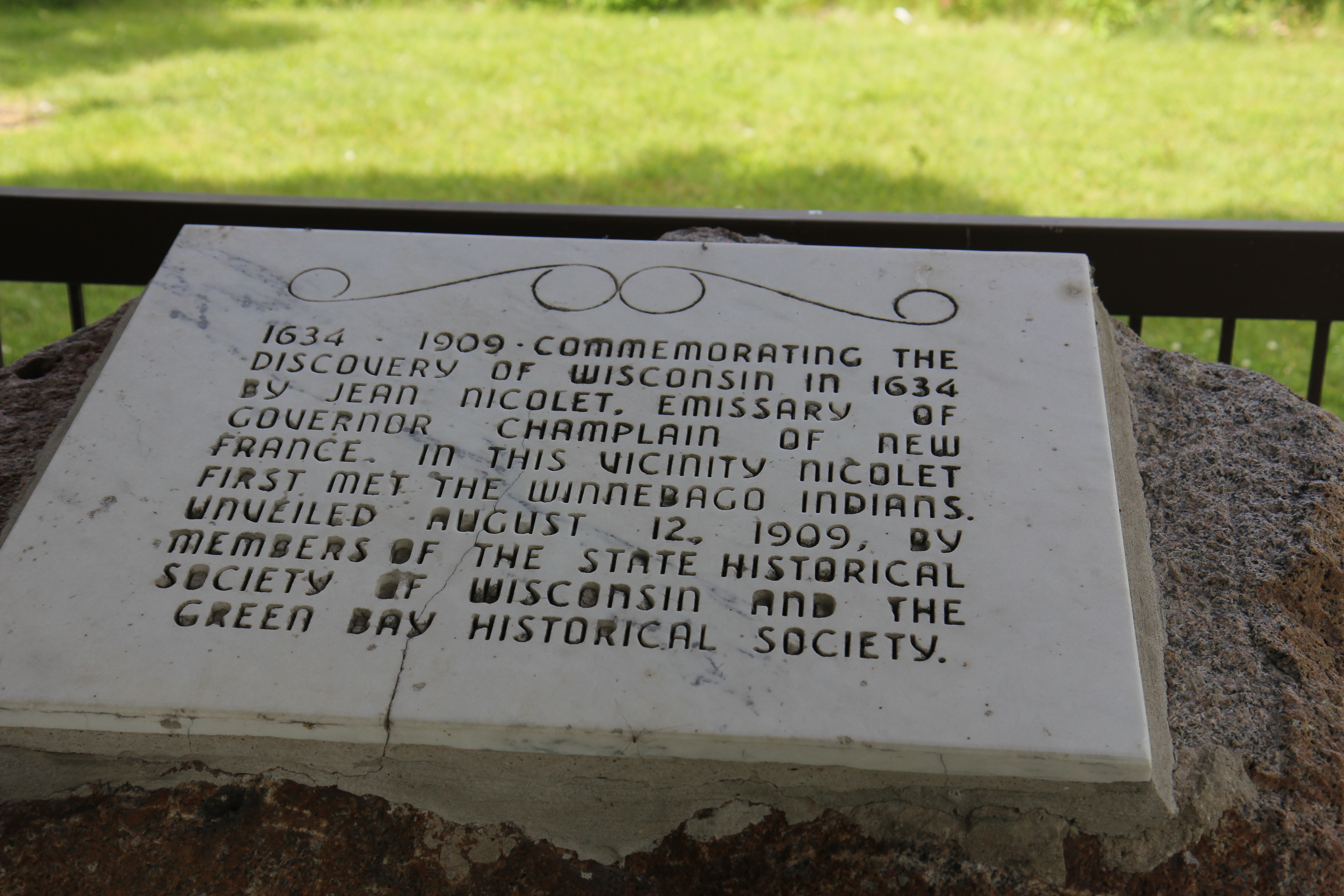
لوح من عام 1909 يكرم وصول جان نيكوليه على مقربة ريد بانك في ويسكونسن.

يشتهر نيكوليه بكونه أول أوروبي يستكشف بحيرة ميشيغان. في عام 1634 أصبح أول أوروبي يستكشف ما سيصبح لاحقا ولاية ويسكونسن. حط جان نيكوليه في ريد بانكس، بالقرب من مدينة غرين باي الحديثة في ويسكونسن بحثا عن ممر إلى الشرق. وقد عرف هو وغيره من المستكشفين الفرنسيين من علاقاتهم بالسكان المحليين أن الناس الذين يعيشون على طول هذه الشواطئ كانوا يسمون هو-تشونك، والذي ترجمه الفرنسيون باسم «أهل البحر». ولكن كان هذا يعني في لغتهم، «حصاد (قطع) الأرز»، لأنهم يعتمدون على الأرز البري كعنصر أساسي في غذائهم. وخلص نيكوليه إلى أن هؤلاء القوم قد يكونون من المحيط الهادئ أو بالقرب منه، وقد يساعدوه في الاتصال مع الصين.
أصبح نيكوليه السفير الفرنسي لدى شعب هو-تشونك. ارتدى أثوابا ملونة زاهية وحمل معه مسدسين ليظهر سلطته. انطلق نيكوليه مع مرشدين من الهو-تشونك عبر نهر فوكس، وجاب نهر ويسكونسن، واتجه إلى الأسفل حتى بدأ في الاتساع. كان واثقا بأنه قريب من المحيط، فتوقف وعاد إلى كيبيك ليبلغ عن اكتشافه معبرا إلى «البحار الجنوبي»، غير مدرك أنه ضيع فرصة عثوره على شمال نهر المسيسيبي.

## الموت
غرق جان نيكوليه بعد انقلاب قاربه خلال عاصفة أثناء سفره.

## الإرث
- سميت عليه مدينة نيكوليه في كيبيك.
- كلية نيكوليه التقنية في رينلاندر، ويسكونسن تحمل اسمه.
- مدرسة نيكوليه الثانوية في ضواحي ميلووكي سميت عليه.
- في عام 1950، تم بناء تمثال له ويقع الآن في منتزه ويكيوك فولز، على بعد حوالي 10 أميال شمال شرق غرين باي على بعد ميل من المكان الذي يعتقد أنه حط فيه.[10][11][12]
- تم تكريم نزول نيكوليه في ريد بانكس في جدارية رسمت عام 1910 موجودة في متحف نيفيل العام في جرين باي، ويسكونسن.
- في عام 1906، تم تأسيس فرع جان نيكوليه من منظمة بنات الثورة الأمريكية.[13]
- بنك نيكوليه الوطني يحمل اسمه.
- غابة نيكوليه الوطنية في شمال ويسكونسن تحمل اسمه.

## وصلات خارجية
- Biography at the Dictionary of Canadian Biography Online
- The Canadian Encyclopedia - Jean Nicollet de Belleborne
- Jean Nicollet de Belleborne (French)  نسخة محفوظة 21 أغسطس 2009 على موقع واي باك مشين.